# Манастир Короглаш
Короглаш је некадашњи манастир, чији се остаци налазе код села Милошева, 6 km северозападно од Неготина.

## Прошлост
Није познато када га је и ко подигао, не зна се чак ни коме је био посвећен (локално становништво се код манастирске црква окупља на Спасовдан и Ђурђевдан), али се, на основу стилске анализе, може рећи да припада Моравском стилу, XIV век или (почетак XV века). Пошто је црква дуго била порушена, њено фрескосликарство је практично уништено,али преостали фрагменти показују да је било квалитетно. Радови на конзервацији архитектуре обављени су 1975. и 1976. године, а новија археолошка истраживања су открила, око цркве, већу некрополу из средњег века, у којој је пронађен богат погребни материјал у око 150 гробова. Гробови су били богати накитом, византијским скифатом, пређицама, копчама, сребрним дугмадима и осталим материјалом који датира од XII векa do XIV векa.
У цркви је поред фрагмената глеђосане и неглеђосане керамике и стаклених посуда нађен и новац Андроника и Михаила IX Палеолога.
Манастир Короглаш се данас налази под заштитом Републике Србије, као споменик културе од великог значаја. Археолошки налази из цркве и некропола око ње се налазе у склопу сталне поставке Музеја Крајине у Неготину.

## Архитектура
Манастирска црква има једнобродну основу, са олтарском апсидом која је споља тространа, а изнутра полукружна и засведена полукалотом. Покривена је кровом на две воде, направљеним током конзерваторских радова у 20. веку, а изграђена је од локалног притесаног камена који се лако обрађује, уз који се јављају декоративни елементи црвене боје, у облику кругова и крстова, а као везивно средство се користио кречни малтер. Њена спољашњост је додатно украшена нишама, које се завршавају полулуковима.